# Sårfena
Sårfena (Plagopterus argentissimus) är en fiskart som beskrevs av Cope, 1874. Sårfena ingår i släktet Plagopterus och familjen karpfiskar. IUCN kategoriserar arten globalt som sårbar. Inga underarter finns listade i Catalogue of Life.